# Négylevelű lóhere
A négylevelű lóhere a pillangósvirágúak családjába tartozó fehér here (Trifolium repens) viszonylag ritka négylevelű változata. Hagyományosan a szerencse szimbólumának tekintik az európai kultúrkörben (így a Kárpát-medencében is).
Körülbelül minden 5 000 háromlevelű fehér herére jut egy négylevelű növény. A levelek száma még ritkábban négynél több is lehet. A Guinness Rekordok Könyve szerint a legtöbb levél, amit egy fehér herén találtak 63 db volt 2023-ban.
A hagyomány szerint minden levél szimbolizál valamit: egy a hitet, egy a reményt, egy a szeretetet, és egy a szerencsét.
A háromnál több levél megjelenésének oka pontosan nem ismert, bizonyos tudósok azt feltételezik, hogy környezeti hatás miatt jelenik meg több levél a növényen, míg mások úgy gondolják, hogy genetikai hiba okozza. Amiatt, hogy a négylevelű lóhere ritkán fordul elő, arra következtetnek, hogy a hiba elsősorban egy öröklött recesszív gént érintő mutáció, de az is lehetséges, hogy valamiért olyan gének keveredése okozza, amelyek a növényben normál esetben nem érintkeznek egymással, vagy esetleg a példány növekedése közben keletkezik a hiba. Az sem kizárt, hogy ezek közül az okok közül egyszerre több, vagy akár az összes együtt vezet az eltéréshez.